# Andy Burrows
Andrew William Burrows, né le 30 juin 1979 à Winchester, est un musicien anglais. Il a été le batteur du groupe Razorlight de 2004 à 2009.
En 2012, il sort un album solo : Company.
Les 17, 18, 19 décembre 2012, il fait la première partie des concerts de Muse aux Pays-Bas (Ziggo Dome), en Belgique (Sportpaleis) et en France (Zenith de Strasbourg) dans le cadre de la tournée The Second Law Tour.
En 2023, il assure la première partie des concerts de KT Tunstall sur sa tournée Nut Tour, avant de prendre la batterie pour accompagner la chanteuse écossaise pendant son set.

## Discographie

### Albums studio
- 2008 - The Colour Of My Dreams
- 2012 - Company
- 2014 - Fall Together Again

### Collaborations
- 2011 - Funny Looking Angels (Smith & Burrows)
- 2013 - The Snowman And The Snowdog (Ilan Eshkeri & Andy Burrows)
- 2021 - Only Smith and Burrows Are Good Enough (Smith & Burrows)